# 亚历山大·索库罗夫
亚历山大·尼古拉耶维奇·索库罗夫（俄语：Алекса́ндр Никола́евич Соку́ров，1951年6月14日—），是俄罗斯影坛當代最重要的导演之一，被认为是塔可夫斯基精神的继承人。

## 生平
索库罗夫1951年生于西伯利亚伊爾庫茨克州的乡村，毕业于高尔基大学历史系，19岁时就开始担任助理电视导演。在1975年之前，他都一直为高尔基电视台执导电视节目。后来他前往莫斯科国立电影学院学习，在此期间他初露峥嵘，引起了塔可夫斯基的注意。
在大师的推荐下，他进入列宁格勒电影制片厂工作。但多數他的早期作品在制片厂内部得到消极评价。蘇聯時代，几乎每部影片都被禁映，这使他一度转向纪录片创作。直到80年代末，他才进入国际观众的视野。先是他于1978年完成的劇情片处女作《人类孤独之声》在卢卡诺影展上获奖，此后他的作品得到了持续的关注。

## 作品
索库罗夫的影片在前苏联曾引起極大爭論，有人认为他的新电影语言是现代作者电影的又一个高峰。有人则指责他矫揉做作，且生硬地重复西方先锋派的电影道路，但他在欧美国家是评论界的宠儿。1980年代末，电影制作环境相对宽松以来，他表现得十分活跃。 
1989年，他将《包法利夫人》改编成作品《拯救与保护》，其作品的典型主题和特征都出现在这部影片中：包含了宗教思想、灵与肉的剧烈斗争、对死亡的迷恋以及细致的心理物理学。同年推出的《日月無光》，则以对人类苦痛尖锐凄凉的刻画令人心惊。两部影片都具有极端诗意的影像，以及对人类境遇苦难一面的执着探索。 
精神上的压抑与苦闷，在他接下来的三部曲《第二环》、《石头》、《沉寂岁月》中呈現的更为明显。1996年的《母与子》则成为他迄今最受好评的影片。通过滤光镜和广角镜的使用，索库罗夫把他在影像上的唯美追求发挥到极致。这部几乎没有情节的电影，以一位行将就木的母亲和其子在她的弥留日子里生活的描绘，成为导演对生死及精神问题的象征性冥思。
1999年，索库罗夫延续对人類大限来临之前状态的表现，開始創作「死亡四部曲」，每部均以一位二十世紀獨裁者为主角，描繪他們的對權力的迷戀以及心理狀態。
《摩洛神》的主角是希特勒，他以个性化的观念将其塑造为「莎士比亚样式的现代历史人物」，视线直抵与政权机器相对立的人性深处，该片获得第52屆坎城影展最佳劇本獎。2001年，入圍第54屆坎城影展正式競賽單元的《金牛座》则以列宁为主角，将焦点从政治历史背景移向人物内心世界空虚的黑洞。2005年，電影《太陽》以日皇裕仁為主角，描述1945年日本戰敗投降前後，裕仁在皇宮地下碉堡的生活。然而具有神聖地位的天皇面對不明確將來—－有可能以戰犯罪被處決的情況下，爾後與盟軍最高統帥麥克阿瑟的多次會面，最後放棄天皇神聖地位下保留君主制度，並免受遠東國際軍事法庭審判。
2002年電影《創世記》，2001年12月23日一天之內在聖彼得堡冬宮實地取境，利用數碼攝影機拍攝一部只有一個96分鐘的長鏡頭的電影，在33個房間動用了三千名工作人員，細述了沙皇時代至二次大戰三百年來俄羅斯歷史。
2011年作品改编自歌德的戏剧《浮士德》，以19世纪早期的欧洲为背景，描绘了才华盖世的学者浮士德在魔鬼梅菲斯特的陪伴和引诱下出卖灵魂踏上地狱之路的故事，被认为是导演权力系列四部曲的最后一部。影片充满艺术质感的镜头、富有深意及寓言的剧情及角色刻画，在第68屆威尼斯影展放映后得到了媒体们极高的评价，最终在一片赞扬声中毫无争议的获得金狮奖。

## 風格
蘇古諾夫被譽為塔可夫斯基的继承人，虽然这類比较多少抹煞了一些索库罗夫的个性，但两者之间确实有不少相似之处，像是对长镜头的偏好，演员的自然表演，以及对于人类存在本质问题和精神领域的共同关注。
死亡，是索库罗夫最感兴趣的题材。他迷恋于对人的弥留状态和对死亡仪式不厌其烦的描写，通过细腻表现死亡的肉体展示与之相联系的精神或道德的痛苦，在失去生命的躯体上，集中体现了人类的孤独、宿命与伤痛，言语在其面前都显得多余。备受磨难的肉体在他的眼中是真理意义的载体。以死亡为背景，索库罗夫的探索始于肉体，终于精神。 
索库罗夫往往以物理的手法展现影像，一个很小的场面可以被无限的放大、拖长、细节化。典型的索库罗夫式的视觉魔术是从静止或移动速度极其缓慢的超长镜头，以及精细的光影设计下凝练出来的诗意和梦幻般氛围。

## 電影作品年表
- 1978年：《孤獨人類之聲》（Одинокий голос человека）
- 1983年：《悲戚的冷漠》（Скорбное бесчувствие）
- 1986年：《帝國（俄语：Ампир (фильм)）》（Ампир）
- 1988年：《日蝕的日子》（Дни затмения）
- 1989年：《包法利夫人（俄语：Спаси и сохрани (фильм, 1989)）》（Спаси и сохрани）
- 1990年：《第二層地獄》（Круг второй）
- 1992年：《石頭》（Камень）
- 1994年：《呢喃語頁》（Тихие страницы）
- 1996年：《母子深情》（Мать и сын）
- 1999年：《摩羅神（俄语：Молох (фильм)）》（Молох）
- 2001年：《遺忘列寧（俄语：Телец (фильм)）》（Телец）
- 2002年：《創世記》（Русский ковчег）
- 2003年：《父子迷情（俄语：Отец и сын (фильм, 2003)）》（Отец и сын）
- 2005年：《太陽（俄语：Солнце (фильм)）》（Солнце）
- 2007年：《亞歷山娜（俄语：Александра (фильм)）》（Александра）
- 2011年：（Фауст）
- 2015年：《攻佔羅浮宮》（Francofonia）
- 2022年：《童話在中陰（俄语：Сказка (фильм)）》（Сказка）

### 註解
1. ↑  . Daily Telegraph. 2005-02-18  [2010-05-13]. （原始内容存档于2013-02-03）.

## 外部連結
- 亚历山大·索库罗夫在互联网电影资料库（IMDb）上的資料（英文）
- 在AllMovie上亚历山大·索库罗夫的頁面（英文）
- 蘇古諾夫官方網站（页面存档备份，存于） （俄文）